# Gymnastiek op de Olympische Zomerspelen 2024 – Brug mannen
De brug voor de mannen op de Olympische Zomerspelen 2024 in Parijs vond plaats op 27 juli (kwalificatie) en op 5 augustus (finale). De Chinees Zou Jingyuan won met 16.200 de Olympische medaille het zilver was voor de Oekraïner Illja Kovtoen, De Japanner Shinnosuke Oka behaalde de bronzen medaille. 

## Format
Alle deelnemende turnsters moesten een kwalificatie-oefening turnen. De beste acht deelnemers gingen door naar de finale. Echter mochten er maximaal twee deelnemers per land in de finale komen. De scores van de kwalificatie werden bij de finale gewist, en alleen de scores die in de finale gehaald werden, telden.

## Uitslag
- D-score; de moeilijkheidsgraad van de oefening
- E-score; de uitvoeringsscore van de oefening
- Straf; straffen die zijn gegeven door de jury
- Totaal; D-score + E-score - straf geeft de totaalscore

### Kwalificatie
| Rang | Gymnast             | Gymnast | D-score | E-score | Straf | Totaal |    |
| ---- | ------------------- | ------- | ------- | ------- | ----- | ------ | -- |
| 1    | Zou Jingyuan        | CHN     | 6.9     | 9.300   |       | 16.200 | Q  |
| 2    | Zhang Boheng        | CHN     | 6.4     | 8.933   |       | 15.333 | Q  |
| 3    | Shinnosuke Oka      | JPN     | 6.5     | 8.800   |       | 15.300 | Q  |
| 4    | Oleg Verniaiev      | UKR     | 6.6     | 8.666   |       | 15.266 | Q  |
| 5    | Lukas Dauser        | GER     | 6.6     | 8.566   |       | 15.166 | Q  |
| 6    | Illja Kovtoen       | UKR     | 6.7     | 8.466   |       | 15.166 | Q  |
| 7    | Ferhat Arıcan       | TUR     | 6.9     | 8.133   |       | 15.033 |    |
| 8    | Wataru Tanigawa     | JPN     | 6.3     | 8.700   |       | 15.000 | Q  |
| 9    | Kaya Kazuma         | JPN     | 6.3     | 8.633   |       | 14.933 | –  |
| 10   | Joe Fraser          | GBR     | 6.5     | 8.433   |       | 14.933 | R1 |
| 11   | Daiki Hashimoto     | JPN     | 6.1     | 8.733   |       | 14.833 | –  |
| 12   | Xiao Ruoteng        | CHN     | 6.0     | 8.800   |       | 14.800 | –  |
| 13   | Krisztofer Mészáros | HUN     | 6.4     | 8.333   |       | 14.733 | R2 |
| 14   | Ángel Barajas       | COL     | 6.7     | 8.000   |       | 14.700 | R3 |

Reserve
- Joe Fraser  GBR
- Krisztofer Mészáros  HUN
- Ángel Barajas  AIN
- Slechts twee gymnasten per land mogen door naar de finale. Er werden geen gymnasten uitgesloten van de finale vanwege het quotum, hoewel de Jappaners Kaya Kazuma, Daiki Hashimoto en de Chinees Xiao Ruoteng werden uitgesloten als reserve vanwege deze twee-per-land-regel.

Niet door wel voldoende punten
Slechts twee gymnasten uit elk land mogen door naar de finale. De gymnast die zich niet kwalificeerde voor de finale vanwege het quotum, maar wel voldoende hoge scores had om dat wel te doen, was:
- Xiao Ruoteng  CHN

### Finale
| Rang   | Gymnast         | Gymnast | D-score | E-score | Straf | Totaal |
| ------ | --------------- | ------- | ------- | ------- | ----- | ------ |
| Goud   | Zou Jingyuan    | CHN     | 6.900   | 9.300   |       | 16.200 |
| Zilver | Illja Kovtoen   | UKR     | 7.000   | 8.500   |       | 15.500 |
| Brons  | Shinnosuke Oka  | JPN     | 6.500   | 8.800   |       | 15.300 |
| 4      | Zhang Boheng    | CHN     | 6.400   | 8.700   |       | 15.100 |
| 5      | Ferhat Arıcan   | TUR     | 6.900   | 8.200   |       | 15.100 |
| 6      | Wataru Tanigawa | JPN     | 6.300   | 7.833   |       | 14.133 |
| 7      | Lukas Dauser    | GER     | 6.000   | 7.700   |       | 13.700 |
| 8      | Oleg Verniaiev  | UKR     | 6.200   | 7.100   |       | 13.300 |

1896: Alfred Flatow ·
1904: George Eyser ·
1924: August Güttinger ·
1928: Ladislav Vácha ·
1932: Romeo Neri ·
1936: Konrad Frey ·
1948: Michael Reusch ·
1952: Hans Eugster ·
1956: Viktor Tsjoekarin ·
1960: Boris Sjachlin ·
1964: Yukio Endo ·
1968: Akinori Nakayama ·
1972: Sawao Kato ·
1976: Sawao Kato ·
1980: Aleksandr Tkatsjov ·
1984: Bart Conner ·
1988: Vladimir Artemov ·
1992: Vitali Tsjerbo ·
1996: Roestam Sjaripov ·
2000: Li Xiaopeng ·
2004: Valeri Gontsjarov ·
2008: Li Xiaopeng · 
2012: Feng Zhe · 
2016: Oleg Vernjajev · 
2020: Zou Jingyuan · 
2024: Zou Jingyuan